# South of the Border
«South of the Border» es una canción de 1997 lanzada por Robbie Williams, el tercer sencillo de su álbum debut de 1997 Life Thru a Lens. La canción alcanzó la posición #14 en las listas, su único sencillo fuera de la lista de los diez primeros hasta "Sin Sin Sin" en 2006.

## Formatos y listas de canciones
UK CD1

(Released 15 de septiembre, 1997)
1. «South of the Border» - 3:40
2. «Cheap Love Song» - 4:10
3. «South of the Border» [187 Lockdown's Borderline Mix] - 6:19
4. «South of the Border» [Phil' The Kick Drum' Dance + Matt Smith's Nosebag Dub] - 8:31

UK CD2

(Released 15 de septiembre, 1997)
1. «South of the Border» - 3:40
2. «South of the Border» [Mother's Milkin' It Mix] - 7:09
3. «South of the Border» [Phil' The Kick Drum' Dance + Matt Smith's Filthy Funk Vocal Remix] - 8:31
4. «South Of The Border» [187 Lockdown's Southside Dub] - 06:11
5. «South of the Border» [Shango + Danny Howells' The Unknown DJ's Meet Cocaine Katie Mix] - 9:32

- Datos: Q544479